# Železný stisk
Železný stisk (též Policejní kordon, v anglickém originále The Gauntlet) je americký akční filmový thriller z roku 1977, který režíroval Clint Eastwood, jenž si v něm zahrál po boku Sondry Locke. Ve vedlejších rolích se objevili Pat Hingle, William Prince, Bill McKinney a Mara Corday. Eastwood hraje zkrachovalého policistu, který se zamiluje do prostitutky (Lockeová), jíž má za úkol eskortovat z Las Vegas do Phoenixu, aby mohla svědčit proti mafii.

## Děj
Detektiv Ben Shockley, alkoholik z Phoenixu, dostane za úkol doprovodit svědkyni Augustinu "Gus" Mally z Las Vegas. Jeho nadřízený, komisař Edgar Blakelock, o ní říká, že je "nicotná svědkyně" v "nicotném procesu". Po setkání s Mally, která je agresivní prostitutkou s kontakty na mafii, se Shockley přesvědčí, že jsou oba součástí léčky. Shockley její obavy zpočátku odmítá, ale změní názor, když zjistí, že místní sázkaři přijímají sázky na to, zda Mally přežije, aby vypověděla.
Auto, které Shockley objednal, aby je odvezlo, exploduje a na Mallyin dům zaútočí policie poté, co je Shockley obviněn z únosu a pokusu o vraždu. Shockley a Mally unesou okresního konstábla a donutí ho, aby je odvezl přes hranici do Arizony. Když se konstábl pokusí upozornit místní úřady, je zastřelen nájemnými vrahy mafie. Shockley a Mally jsou nuceni přenocovat venku, kde Shockley narazí na sraz motorkářů a přesvědčí je, aby odešli, přičemž získá motocykl.
Blakelock je odhalen jako ten, kdo léčku zorganizoval; tajně pracuje pro mafii a zapletl se do sadomasochistického sexuálního zneužívání s Mally, která si zapamatovala jeho tvář. Zástupce státního zástupce John Feyderspiel je také součástí spiknutí, jehož cílem je zmařit arizonské stíhání vegaského mafiána Angela Delucy.
Při zastávce v městě na jídlo jsou Shockley a Mally přepadeni policejním vrtulníkem, kterého poslal Blakelock. Shockley vrtulník naláká do oblasti s vysokými vedeními a ten nakonec exploduje po nárazu do sloupu. Motocykl je zneškodněn náhodnou kulkou, takže se oba dostanou na vlak, kde náhodou cestují i ti dva motorkáři, jejichž motorku si "vypůjčili". Motorkáři Shockleyho zbijí a pokusí se znásilnit Mally. Shockley těsně získá zpět svou zbraň a donutí je odejít. Shockley a Mally si uvědomí, že návrat do Phoenixu bude sebevražedný, ale je to jediný způsob, jak prokázat svou nevinu.
Po noci strávené spolu, kdy se rozhodnou vzít se, Shockley nechá Mally zastavit autobus, zatímco on vyhodí zavazadla. Po vyztužení řidičova sedadla pancéřovým plátováním jedou do Phoenixu cestou, kterou Shockley úmyslně poslal Blakelockovi. Maynard Josephson, Shockleyho bývalý partner, varuje dvojici před připravenou střeleckou zátarasí, kterou Blakelock připravil, aby je "uvítal". Josephson přesvědčí Shockleyho, aby se vzdal Feyderspielovi, o němž mylně soudí, že jim pomůže. Když pár následuje Josephsona ven, Josephson je zastřelen odstřelovači z nedaleké budovy a Shockley je zasažen do nohy.
Bez jiné možnosti se oba vrátí do autobusu a vjedou do města. Autobus je ostřelován, když projíždí "zátarasí" stovky ozbrojených policistů, kteří stojí na obou stranách silnice, dokud nedojede k radnici, kde se zastaví. Shockley vystoupí a začne chodit uvnitř s Mally, když je konfrontován Blakelockem a Feyderspielem. V panice Blakelock uchopí nejbližší policistovu zbraň a zastřelí Feyderspiela, ale dojde mu munice, než stihne zabít Shockleyho. Mally vezme Shockleyho revolver a zastřelí komisaře. Zbytek shromážděných policistů, kteří pochopí Blakelockovy zločiny, přihlíží, jak Shockley a Mally odcházejí v bezpečí od zátarasů.